# Campeonato Mundial de Halterofilismo de 2021 - Até 89 kg masculino
A categoria até 89 kg masculino foi um evento do Campeonato Mundial de Halterofilismo de 2021, disputado em Tasquente, no Uzbequistão, entre 12 e 13 de dezembro de 2021. 

## Calendário
Horário local (UTC+5)
| Dia            | Horário | Fase    |
| -------------- | ------- | ------- |
| 12 de dezembro | 08:30   | Grupo C |
| 13 de dezembro | 10:30   | Grupo B |
| 13 de dezembro | 16:00   | Grupo A |

## Medalhistas
| Evento    | Ouro                      | Ouro   | Prata                      | Prata  | Bronze                | Bronze |
| --------- | ------------------------- | ------ | -------------------------- | ------ | --------------------- | ------ |
| Arranque  | Andranik Karapetyan (ARM) | 175 kg | Revaz Davitadze (GEO)      | 171 kg | Yu Dong-ju (KOR)      | 167 kg |
| Arremesso | Artem Okulov (FRH)        | 205 kg | Sarvarbek Zafarjonov (UZB) | 205 kg | Yu Dong-ju (KOR)      | 204 kg |
| Total     | Yu Dong-ju (KOR)          | 371 kg | Sarvarbek Zafarjonov (UZB) | 371 kg | Revaz Davitadze (GEO) | 370 kg |

## Recordes
Antes desta competição, o recorde mundial da prova era o seguinte:
| Recorde         | Tipo      | Atleta         | Peso   | Local | Data                  |
| Recorde Mundial | Arranque  | Padrão mundial | 179 kg |       | 1 de novembro de 2018 |
| Recorde Mundial | Arremesso | Padrão mundial | 216 kg |       | 1 de novembro de 2018 |
| Recorde Mundial | Total     | Padrão mundial | 387 kg |       | 1 de novembro de 2018 |

## Resultado
Os resultados foram os seguintes. 
| Pos.              | Atleta                        | Grupo | Arranque (kg) | Arranque (kg) | Arranque (kg) | Arranque (kg)     | Arremesso (kg) | Arremesso (kg) | Arremesso (kg) | Arremesso (kg)    | Total |
| Pos.              | Atleta                        | Grupo | 1             | 2             | 3             | Resultado         | 1              | 2              | 3              | Resultado         | Total |
| ----------------- | ----------------------------- | ----- | ------------- | ------------- | ------------- | ----------------- | -------------- | -------------- | -------------- | ----------------- | ----- |
| Medalha de ouro   | Yu Dong-ju (KOR)              | A     | 160           | 165           | 167           | Medalha de bronze | 200            | 204            | 208            | Medalha de bronze | 371   |
| Medalha de prata  | Sarvarbek Zafarjonov (UZB)    | A     | 162           | 166           | 169           | 4                 | 196            | 202            | 205            | Medalha de prata  | 371   |
| Medalha de bronze | Revaz Davitadze (GEO)         | A     | 165           | 168           | 171           | Medalha de prata  | 195            | 199            | 203            | 7                 | 370   |
| 4                 | Karim Abokahla (EGY)          | A     | 165           | 165           | 165           | 5                 | 200            | 207            | 207            | 6                 | 365   |
| 5                 | Roman Chepik (FRH)            | A     | 162           | 167           | 169           | 8                 | 195            | 201            | 206            | 4                 | 363   |
| 6                 | Artem Okulov (FRH)            | A     | 153           | 153           | 158           | 14                | 200            | 205            | 208            | Medalha de ouro   | 363   |
| 7                 | Ruslan Kozhakin (UKR)         | A     | 160           | 164           | 164           | 6                 | 192            | 197            | 201            | 8                 | 361   |
| 8                 | Diego Betancur (COL)          | A     | 158           | 162           | 162           | 13                | 200            | 204            | 205            | 5                 | 358   |
| 9                 | Jhor Moreno (COL)             | A     | 157           | 162           | 162           | 9                 | 195            | 200            | —              | 11                | 357   |
| 10                | Ayoub Mousavi (IRI)           | A     | 155           | 155           | 160           | 12                | 195            | 195            | 201            | 12                | 355   |
| 11                | Rüstem Annaberdiýew (TKM)     | B     | 157           | 162           | 163           | 15                | 190            | 195            | 203            | 10                | 352   |
| 12                | Alex Bellemarre (CAN)         | C     | 154           | 158           | 161           | 10                | 182            | 189            | 192            | 14                | 350   |
| 13                | Krenar Shoraj (ALB)           | B     | 151           | 157           | 163           | 16                | 190            | 194            | 194            | 13                | 347   |
| 14                | Otakhon Imamov (UZB)          | B     | 146           | 151           | 154           | 18                | 186            | 191            | 191            | 15                | 337   |
| 15                | Braydon Kennedy (CAN)         | C     | 145           | 150           | 155           | 17                | 175            | 175            | 180            | 20                | 335   |
| 16                | Artūrs Vasiļonoks (LAT)       | B     | 145           | 150           | 150           | 20                | 177            | 185            | 191            | 17                | 335   |
| 17                | Armands Mežinskis (LAT)       | B     | 145           | 145           | 150           | 19                | 182            | 187            | 187            | 19                | 332   |
| 18                | Travis Cooper (USA)           | C     | 140           | 145           | 148           | 22                | 175            | 181            | 185            | 16                | 330   |
| 19                | Phacharamethi Tharaphan (THA) | B     | 135           | —             | —             | 25                | 195            | 200            | 200            | 9                 | 330   |
| 20                | Muhammad Zul Ilmi (INA)       | B     | 143           | 143           | 150           | 24                | 183            | 183            | 187            | 18                | 326   |
| 21                | Daniel Godelli (ALB)          | B     | 145           | 150           | 151           | 23                | 175            | —              | —              | 21                | 320   |
| 22                | Irmantas Kačinskas (LTU)      | C     | 141           | 143           | 146           | 21                | 170            | 175            | 175            | 22                | 316   |
| 23                | Beau Garrett (AUS)            | C     | 125           | 129           | 132           | 26                | 160            | 169            | 172            | 23                | 301   |
| 24                | Arnór Gauti Haraldsson (ISL)  | C     | 128           | 132           | 137           | 27                | 147            | 147            | —              | 24                | 275   |
| —                 | Andranik Karapetyan (ARM)     | A     | 167           | 172           | 175           | Medalha de ouro   | 196            | 196            | 196            | —                 | —     |
| —                 | Faris Touairi (ALG)           | B     | 155           | 162           | 168           | 7                 | 190            | 190            | 191            | —                 | —     |
| —                 | Pavel Khadasevich (BLR)       | A     | 160           | 160           | 166           | 11                | —              | —              | —              | —                 | —     |